# Pereute
Pereute is een geslacht in de orde van de Lepidoptera (vlinders) familie van de Pieridae (Witjes).
Pereute werd in 1867 beschreven door Herrich-Schäffer.

## Soorten
Pereute omvat de volgende soorten:
- Pereute antodyca - (Boisduval, 1836)
- Pereute callinice - (Felder, C & R Felder, 1861)
- Pereute callinira - Staudinger, 1884
- Pereute charops - (Boisduval, 1836)
- Pereute cheops - Staudinger, 1884
- Pereute leucodrosime - (Kollar, 1850)
- Pereute lindemannae - Reissinger, 1970
- Pereute swainsoni - (Gray, 1832)
- Pereute telthusa - (Hewitson, 1860)